# Белзький деканат
Белзький деканат — колишня структурна одиниця Белзької (до 1772) та Перемишльської (1772-1946) єпархій греко-католицької церкви з центром в м. Белз. Очолював деканат декан.

## Територія
Описи деканату (матеріали візитацій) починаючи з 1748 року наявні в Перемишльському архіві.
В 1936 році в Белзькому деканаті було 13 парафій:
1. Парафія м. Белз з філіями в передмісті Заболотє і с. Прусинів та приходом у присілках Витків, Тушків;
2. Парафія с. Боратин з приходом у присілку Маджарки;
3. Парафія с. Будинин з філіями в с. Василів, с. Ворохта;
4. Парафія с. Ванів з філіями в с. Глухів, с. Гора та приходом у присілку Забава;
5. Парафія с. Жабче Муроване з приходом у присілку Безеїв;
6. Парафія с. Жужіль;
7. Парафія м. Кристинопіль з філіями в с. Пархач, с. Городище Васил., с. Волсвин та приходом у с. Новий Двір, с. Клюсів, с. Бендюга;
8. Парафія с. Куличків з приходом у присілку Луцьки;
9. Парафія с. Осердів з філіями в с. Хлоп’ятин, с. Перемислів;
10. Парафія с. Острів;
11. Парафія с. Себечів з філіями в с. Вербіж, с. Русин, с. Лещків та приходом у присілку Пивовщина;
12. Парафія с. Цеблів;
13. Парафія с. Шмитків з філіями в с. Савчин, Бояничі, Гатовичі та приходом у присілку Мошків.

### Декан
- 1936 — Ґела Іляріон в Белзі.

### Кількість парафіян
1936 — 23 887 осіб.
Деканат було ліквідовано в 1946 р.